# Аргайл (водосховище)
Озеро Арга́йл (Argyle) є другим за величиною (об'ємом) штучним озером Австралії й знаходиться недалеко від Іст-Кімберлі, штат Західна Австралія.
Озеро Аргайл має площу близько 1000 квадратних кілометрів і є частиною річки Орд. За допомогою озера наразі зрошується близько 150 квадратних кілометрів сільськогосподарських угідь у регіоні Східні Кімберлі.

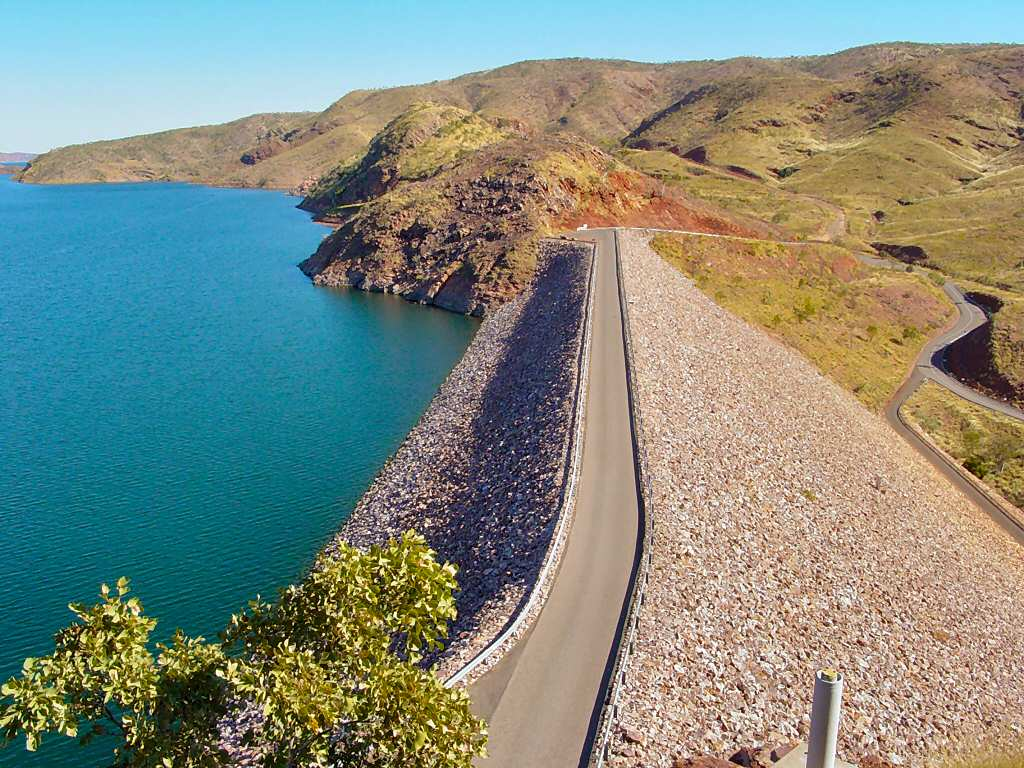
Дамба

В озері водиться 26 видів прісноводних риб, включаючи баррамунді, південної саратоги, риби лучник, кощавий лящ і сонна тріска. Кількість крокодилів оцінюється приблизно в 25000.